# Сьюард (полуостров)
Сьюард (англ. Seward Peninsula [ˈs(j)u.əɹd]) — крупный полуостров в западной Аляске (США).

## Описание
Длина полуострова около 320 километров, ширина — 145—225 километров. Северо-восточная часть полуострова административно относится к боро Нортуэст-Арктик, остальная часть — к Неорганизованному боро. С юга омывается водами Берингова моря (в том числе залива Нортон), с севера — водами Чукотского моря (в том числе залива Коцебу). Западная оконечность полуострова (мыс Принца Уэльского) выдаётся в Берингов пролив, являясь крайней западной точкой материковой Северной Америки. Полуостров является важной геологической частью Берингии — перешейка, некогда соединявшего Евразию и Северную Америку. Высшая точка полуострова — гора Осборн высотой 1437 метров.
Своё название полуостров получил в честь Уильяма Генри Сьюарда, государственного секретаря США, принявшего заметное участие в покупке Аляски Штатами у Российской империи в 1867 году.

## История
В 1898 году на полуострове, неподалёку от Нома, обнаружили месторождения золота, что вызвало локальную «золотую лихорадку». На волне экономического подъёма были проложены новые железнодорожные пути и построен крупный город Консул, однако запасы жёлтого металла были исчерпаны буквально за 2—3 года, поэтому ныне эти дороги не функционируют, а Консул стал «призраком». В XXI веке изыскания золотоносных жил продолжаются.
Расстояние между американским мысом Принца Уэльского и российским мысом Дежнёва составляет 82 километра; в августе 2011 года российская сторона заявила о возможном строительстве подводного железнодорожного тоннеля между материками. Предварительная стоимость проекта составляет 30—35 миллиардов долларов, если он будет реализован, то станет самым длинным тоннелем в мире — около 110 километров.
В 2015 году в районе мыса Эспенберг в местечке «Всплывающий кит» (Rising Whale) были обнаружены бронзовые и железные артефакты возрастом 1 тысяча лет, что свидетельствует о контактах жителей Восточной Азии с Америкой (Аляской).

## Демография
На протяжении уже нескольких тысячелетий полуостров населён коренным народом — инупиатами. По состоянию на 2010 год на Сьюарде живут около 7500 человек. Крупные населённые пункты:
- Ном — 3598
- Шишмарёв[7] — 563
- Бакленд — 416
- Бревиг-Мишн — 388
- Коюк — 330
- Элим — 330
- Теллер — 269
- Уайт-Маунтин — 203
- Головин — 156
- Уэйлс — 145
- Диринг — 122

## Достопримечательности

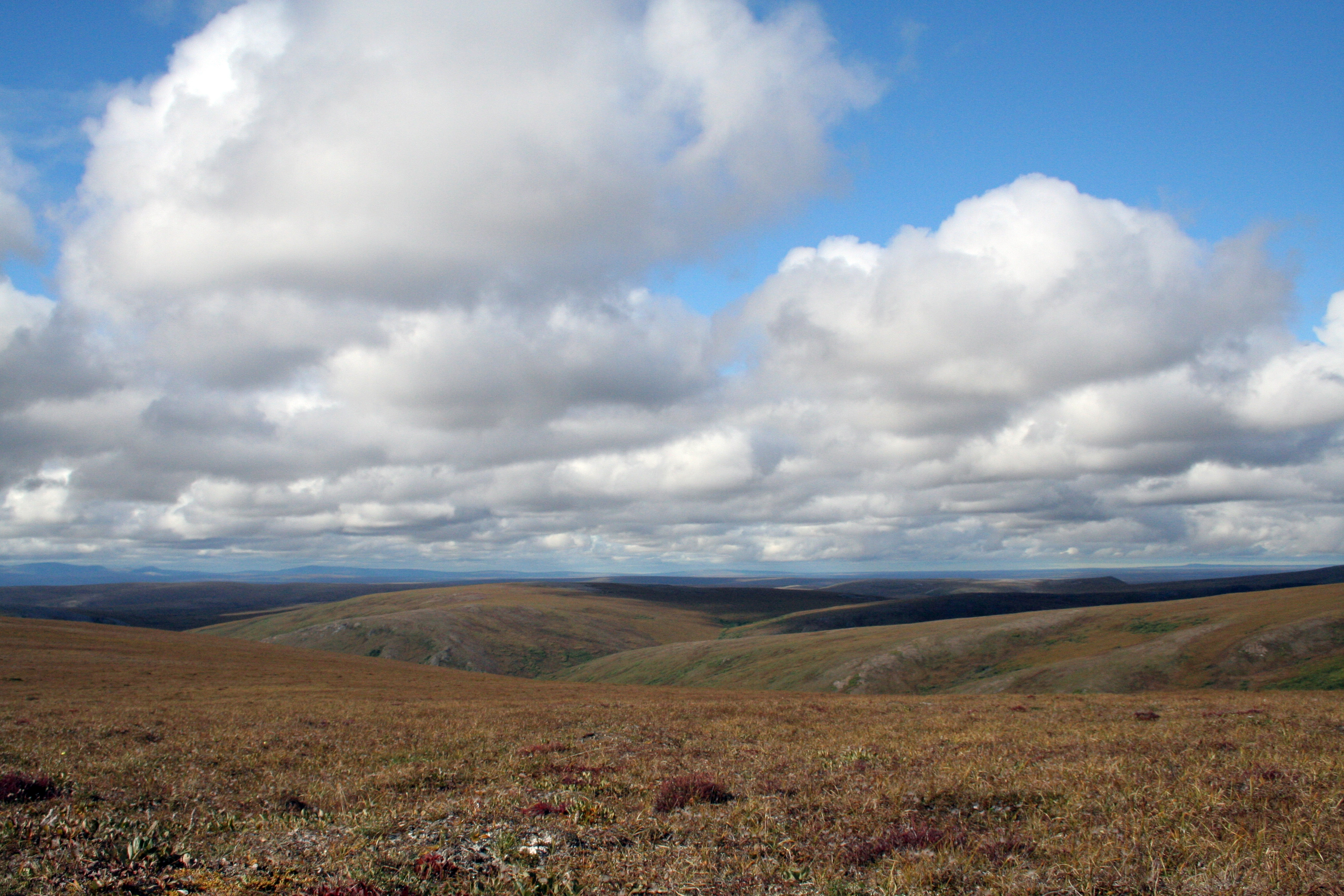
В национальном заповеднике Беринг-Лэнд-Бридж в сентябре

- Беринг-Лэнд-Бридж — национальный заповедник, основан в 1978 году.
  - Дэвил-Маунтин[англ.] — группа озёр, самый крупный маар в мире.
- Консул[англ.] — покинутый шахтёрский город, население которого в конце XIX века составляло около 15 000 человек.